# Neesia ambigua
Neesia ambigua är en malvaväxtart som beskrevs av Odoardo Beccari. Neesia ambigua ingår i släktet Neesia och familjen malvaväxter. Inga underarter finns listade i Catalogue of Life.